# Ceratocombus coleoptratus
Ceratocombus coleoptratus is een wants uit de familie van de Ceratocombidae (Bladmoswantsen). De soort werd het eerst wetenschappelijk beschreven door Johan Wilhelm Zetterstedt in 1819.

## Uiterlijk
De redelijk ovale wants, is soms macropteer maar heeft meestal geen volledige vleugels en kan 1.5 tot 2.5 mm lang worden. 
De hele wants heeft dezelfde groenbruine kleur. Van de antennes zijn de eerste twee segmenten dik, de rest is dun met lange haren.

## Leefwijze
De volwassen dieren jagen waarschijnlijk op kleine insecten. De soort overleeft de winter als eitje en er is een enkele generatie per jaar. Ze geven de voorkeur aan verschillende vochtige biotopen in naald- en loofbossen, maar ook op veen- en heidegebieden waar ze leven tussen de bladeren en naalden op de grond of tussen mossen.

## Leefgebied
De soort is in Nederland niet algemeen, maar door de geringe grootte en leefwijze worden ze vermoedelijk vaak over het hoofd gezien. De wantsen komen bijna in heel Europa, het Midden-Oosten, Oost Siberië en Mongolië voor.